# Alto Boa Vista
Alto Boa Vista là một đô thị thuộc bang Mato Grosso, Brasil. Đô thị này có diện tích 2241,826 km², dân số năm 2007 là 5066 người, mật độ 2,26 người/km².